# ليونارد كوك
ليونارد كوك (بالإنجليزية: Leonard Cook) (مواليد 20 أبريل 1912) هو ملاكم أسترالي، مثّل بلاده في الألعاب الأولمبية الصيفية 1936.

## روابط خارجية
ليونارد كوك على موقع بوكس ريك (الإنجليزية) (registration required)
- ليونارد كوك على موقع أوليمبيديا (الإنجليزية)